# Saxifraga × lismorensis
Saxifraga x lismorensis es una planta herbácea de la familia de las saxifragáceas.
Es un híbrido compuesto por las especies Saxifraga aretioides,  Saxifraga georgei, Saxifraga lilacina y Saxifraga media.

## Taxonomía
Saxifraga x lismorensis fue descrita por Adr.Young & Gornall y publicado en Saxifr. Mag. 1: 29 1993.
Etimología
Saxifraga: nombre genérico que viene del latín saxum, ("piedra") y frangere, ("romper, quebrar"). Estas plantas se llaman así por su capacidad, según los antiguos, de romper las piedras con sus fuertes raíces. Así lo afirmaba Plinio, por ejemplo.
lismorensis: epíteto
Cultivares
- Saxifraga x lismorensis 'Allendale Acclaim'
- Saxifraga x lismorensis 'Allendale Bamby'
- Saxifraga x lismorensis 'Allendale Beau'
- Saxifraga x lismorensis 'Allendale Betty'
- Saxifraga x lismorensis 'Allendale Blossom'
- Saxifraga x lismorensis 'Allendale Bravo'
- Saxifraga x lismorensis 'Lismore Carmine'
- Saxifraga x lismorensis 'Lismore Gem'
- Saxifraga x lismorensis 'Lismore Mist'
- Saxifraga x lismorensis 'Lismore Pink'
- Saxifraga x lismorensis 'Allendale Brilliant'
- Saxifraga x lismorensis 'Lismore Ruby'